# Миле Арнаутовски
Миле Климев Арнаутовски е югославски партизанин, инженер, политик, деец на НОВМ, политически офицер и генерал-лейтенант от ЮНА.

## Биография
Роден е на 22 юни 1925 година в Белград в семейството на Климе и Аспасия. През август 1941 година става член на СКМЮ. По-късно ръководи СКМЮ в Охридската гимназия и Резбарското училище. Участва в демонстрации срещу италианските войски. През октомври 1943 година става член на МКП, а от октомври същата година и на местния комитет на СКМЮ. От 30 юни 1944 година влиза в състава на първа македонска ударна бригада. Същата година е арестуван от българската полиция, но е освободен. В бригадата е ръководител на СКМЮ на батальон, а след това и на бригадата. Участва в боевете за изтласкване на немските сили от Македония и в сраженията на Сремския фронт. Остава в петнадесети македонски корпус до 1947 г. В периода 1945 – 1947 е назначен за младежки ръководител на четиридесет и осма македонска дивизия на НОВЮ. Учи в школата за народна отбрана, където защитава дипломна работа на тема „Проектирање и изработка на чамци за спасување на воени состави“. Между 1948 и 1954 учи в Техническия факултет на Загребския университет като военен стипендиант и става проектант и ръководител на корабостроителен отдел. Работи като инженер-проектант между 1953 и 1958 г. След това до 1960 г. е директор на проектантско бюро. След това работи в Научно-техническия институт на Югославския флот. Там е последователно началник на отделение, на сектор, той и заместник-директор на Военноморския и технически институт на Югославския флот (1960 – 1969). В периода 1969 – 1973 година е секретар на партийния комитет на ЮНА на Скопската армейска област. Между 1973 и 1976 г. е помощник-командир по политическо-правните работи на Скопската армейска област. От 1976 до 1984 година е републикански секретар за народна отбрана на Македония. От октомври 1971 г. е генерал-майор. Пенсионира се през 1988 година. След като излиза в запаса е бил председател на „Народна техника“ на Р. Македония и на Пчеларския съюз на Р. Македония. Умира през 1999 г. и е погребан в Охрид.

## Награди
- Орден за военни заслуги със сребърни мечове;
- Орден за военни заслуги със златни мечове;
- Орден на труда със сребърен венец 1984 година;
- Орден на Народната армия със златна звезда.
- Орден на Народната армия с лавров венец
- Орден на братството и единството със сребърен венец;
- Орден за храброст;
- Орден за заслуги пред народ със сребърна звезда;
- Медал за храброст;
- Медал за 10 години ЮНА;
- Медал за 20 години ЮНА;
- Медал за 30 години ЮНА;
- Медал за 30 години от победата над фашизма.